# キヤノンITSメディカル
キヤノンITSメディカル株式会社 (英: Canon ITS Medical Inc.) は、東京都品川区に本社を置き、システムインテグレーションを主な事業とする日本の企業。キヤノンマーケティングジャパンの完全子会社で、キヤノンの孫会社。
医療関連に特化しており、大規模〜小規模病院・診療所を対象としている。東京・名古屋・大阪にも拠点を置く。

## 主な事業
医療システムの開発および販売を手がけ、自社製品としては、健診システム「クリップメイト」、健診実施時にICカードに検査データを収集、さらに通過情報を管理するシステムとして「ハンディ健診」、さらにオペレーションズリサーチを応用した病床管理システム「ベッドチェッカー21」を開発し、リリースしている。
あわせて、富士通の販売パートナーとして、小規模病院および診療所を対象にした医療事務システム・電子カルテシステムを、また、株式会社ユニケソフトウェアリサーチの調剤事務システムの販売およびサポートを行っている。

## 取り扱い製品
- 医療事務システム：富士通製レセプトコンピュータ「HOPE SX-S」
- 電子カルテシステム：富士通製無床診療所向け電子カルテ「HOPE LifeMark-SX」
- 調剤事務システム：ユニケソフトウェアリサーチ レセコン・電子薬歴一体型システム「P-CUBE n」
- 健診支援システム：キヤノンITSメディカル製健診データ収集システム「ハンディ健診」

## 沿革
- 1972年 - 藤沢メディカルサプライ株式会社を設立（藤沢薬品工業株式会社全額出資）
- 1994年 - 藤沢メディカルシステム株式会社に社名変更
- 2000年 - 電子カルテシステムの販売を開始
- 2002年 - 株式会社FMSに社名変更
- 2006年 - キヤノンマーケティングジャパングループ入り（アステラス製薬から、キヤノンITソリューションズ株式会社に株主変更）
- 2009年 - キヤノンITソリューションズの医療ソリューション事業を編入し、キヤノンITSメディカル株式会社に社名変更
- 2017年 - 株主がキヤノンITソリューションズからキヤノンマーケティングジャパンへ変更
- 2023年 - キヤノンメディカルシステムズ株式会社の病院情報システムのシステムインテグレーション事業を承継